# 레귤러 쇼: 더 무비
《레귤러 쇼: 더 무비》(Regular Show: The Movie)는 2015년 미국의 공상과학 코미디 애니메이션 영화다. 카툰 네트워크 스튜디오가 제작하였고 2015년 11월 25일에 카툰 네트워크를 통해 텔레비전에서 방송되었다.

## 배역
- 모디카이와 하이파이브 유령 역의 J. G. 퀸텔
- 릭비 역의 윌리엄 설리어스
- 벤슨과 팝스, 머슬맨 역의 샘 마린
- 스킵스 역의 마크 해밀
- 로스 역의 제이슨 맨추커스
- 교장 역의 데이비드 케크너
- 아일린 역의 민티 루이스
- 마가렛 역의 제이니 하다드

### 한국판
- 남도형 - 릭비
- 강호철 - 모디카이
- 엄상현 - 머슬맨 / 팝스
- 사성웅 - 벤슨 / 하이파이브
- 이광수 - 스킵스 / 재블론스키
- 한경화 - 아일린 / 마가렛
- 유동균 - 로스